# Lijst van rijksmonumenten in Lies
De plaats Lies telt 9 inschrijvingen in het rijksmonumentenregister. Hieronder een overzicht. 
| Object                                                         | Oorspronkelijke functie? | Bouwjaar                                 | Architect | Locatie                       | Coördinaten?                  | Nr.?  | Afbeelding                                 |
| -------------------------------------------------------------- | ------------------------ | ---------------------------------------- | --------- | ----------------------------- | ----------------------------- | ----- | ------------------------------------------ |
| Kop-rompboerderij met dwarsdeel en ouderhuisje                 | Boerderij                | 1887 (ouderhuisje jonger)                |           | Lies 14                       | 53° 23' 36" NB, 5° 19' 26" OL | 35030 | Meer afbeeldingen                          |
| Eenvoudig boerderijtje                                         | Boerderij                | 1878                                     |           | Kathoek 3 (tot 2010: Lies 3)  | 53° 23' 38" NB, 5° 19' 18" OL | 35107 | Meer afbeeldingen                          |
| Boerderijtje met zesruitsvensters                              | Boerderij                |                                          |           | Zuidkant 1 (tot 2010: Lies 4) | 53° 23' 35" NB, 5° 19' 22" OL | 35108 | Meer afbeeldingen                          |
| Bocht van de Parel                                             | Boerderij                |                                          |           | Zuidkant 3 (tot 2010: Lies 6) | 53° 23' 35" NB, 5° 19' 23" OL | 35109 | Meer afbeeldingen                          |
| Eenvoudig boerderijtje                                         | Boerderij                | 1888 (zie jaarankers, RCE vermeldt 1878) |           | Kathoek 6 (tot 2010: Lies 11) | 53° 23' 40" NB, 5° 19' 18" OL | 35110 | Meer afbeeldingen                          |
| Boerderij met gevel met beitelingen en klesoren van rode steen | Boerderij                | 1738 1999 (verbouwing)                   |           | Lies 13                       | 53° 23' 37" NB, 5° 19' 23" OL | 35111 | Meer afbeeldingen                          |
| Admir                                                          | Boerderij                | 1662 1953 (verbouwing)                   |           | Lies 27                       | 53° 23' 38" NB, 5° 19' 34" OL | 35112 | Meer afbeeldingen                          |
| Boerderij met gevel met rode versieringen                      | Boerderij                | 1721                                     |           | Lies 42                       | 53° 23' 38" NB, 5° 19' 43" OL | 35113 | Meer afbeeldingen                          |
| De Worf, stinswier met bijbehorende aanleg                     | Archeologisch monument   | late middeleeuwen                        |           | zuidelijk van Lies 46         | 53° 23' 35" NB, 5° 19' 51" OL | 46017 | De Worf, stinswier met bijbehorende aanleg |